# Mamadu Candé
Muhammad Youssuf Candé, dit Mamadu, né le 29 août 1990 à Bissau en Guinée-Bissau, est un footballeur international bissaoguinéen. Il évolue au poste de défenseur.

## Biographie

### Carrière en équipe nationale
Mamadu Candé joue son premier match en équipe nationale le 16 novembre 2010 lors d'un match amical contre le Cap-Vert (défaite 2-1).
Le 11 novembre 2011, il dispute un match face au Togo comptant pour les éliminatoires du mondial 2014.
Au total, il compte 7 sélections et 0 but en équipe de Guinée-Bissau entre 2010 et 2012.

## Statistiques
| Saison                | Club                  | Championnat           | Championnat | Championnat | Coupe(s) nationale(s) | Coupe(s) nationale(s) | Guinée-Bissau | Guinée-Bissau | Total | Total |
| Saison                | Club                  | Division              | M.          | B.          | M.                    | B.                    | M.            | B.            | M.    | B.    |
| 2009 - 2010           | 1° Dezembro           | III Divisão           | 18          | 0           | -                     | -                     | -             | -             | 18    | 0     |
| 2010 - 2011           | 1° Dezembro           | III Divisão           | 23          | 1           | -                     | -                     | 3             | 0             | 26    | 1     |
| 2011 - 2012           | Desportivo Aves       | Segunda Liga          | 1           | 0           | 2                     | 0                     | 5             | 0             | 8     | 0     |
| 2012 - 2013           | Desportivo Aves       | Segunda Liga          | 28          | 0           | 6                     | 0                     | -             | -             | 34    | 0     |
| 2013 - 2014           | Videoton              | Nemzeti Bajnokság     | 3           | 0           | 14                    | 0                     | -             | -             | 17    | 0     |
| 2014 - 2015           | Portimonense          | Segunda Liga          | 29          | 0           | -                     | -                     | -             | -             | 29    | 0     |
| Total sur la carrière | Total sur la carrière | Total sur la carrière | 102         | 1           | 22                    | 0                     | 8             | 0             | 132   | 1     |